# Relations entre le Bangladesh et le Rwanda
Les relations entre le Bangladesh et le Rwanda sont les relations bilatérales de la république populaire du Bangladesh et de la république du Rwanda. Les deux pays sont membres du Mouvement des non-alignés, du Groupe des 77 et du Commonwealth des nations. Aucun des deux pays n'a d'ambassadeur résident.

## Histoire
En 1994, le Bangladesh a fourni au Rwanda environ 900 soldats de maintien de la paix, y compris des soldats et du personnel médical, pour aider à maintenir la paix pendant le génocide des Tutsi au Rwanda, étant l'un des plus de quarante pays à le faire.
Plus récemment, en 2012, une délégation du Bangladesh a été envoyée au Rwanda. À cette époque, le Rwanda cherchait à obtenir des investissements de la part d'hommes d'affaires bangladais.
Le Rwanda est situé à un endroit stratégique en Afrique centrale, ce qui permettrait aux entreprises bangladaises d'accéder plus facilement à cette région.
Les vêtements, céramiques et produits pharmaceutiques bangladais prêts à l'emploi ont été identifiés comme ayant une demande énorme au Rwanda.
Les expériences du Bangladesh dans les domaines de l'agriculture mécanisée, de la transformation alimentaire, du textile, des vêtements, de la céramique et des industries de construction navale ont également été recherchées pour les reproduire au Rwanda.
En 2015, le Rwanda a exprimé l'espoir de renforcer ses liens avec le Bangladesh, notamment en échangeant des informations sur le commerce et l'investissement, le développement de l'industrie textile et du jute et l'échange d'expériences, la formation et le développement des capacités en matière de maintien de la paix internationale. En réponse, le Bangladesh a promis d'organiser une visite au Rwanda au cours du premier trimestre de 2015 dans le cadre d'un effort continu pour renforcer les liens entre les deux nations. Ce fut l'un des moments forts d'une rencontre entre l'ambassadeur du Rwanda au Bangladesh, Ernest Rwamucyo, et Shafquat Haider, le directeur de la Fédération des chambres de commerce et d'industrie du Bangladesh.